# Newport, Essex
Newport är en by och en civil parish i Storbritannien. Den ligger i Uttlesford i grevskapet Essex och riksdelen England, i den sydöstra delen av landet, 60 km norr om huvudstaden London. Newport ligger 68 meter över havet och antalet invånare är 2 208. Den har en kyrka.
Terrängen runt Newport är huvudsakligen platt. Newport ligger nere i en dal som går i nord-sydlig riktning. Runt Newport är det ganska tätbefolkat, med 111 invånare per kvadratkilometer. Närmaste större samhälle är Bishop's Stortford, 13,1 km söder om Newport. Trakten runt Newport består till största delen av jordbruksmark.